# Liman
Pour les articles homonymes, voir Liman (homonymie).

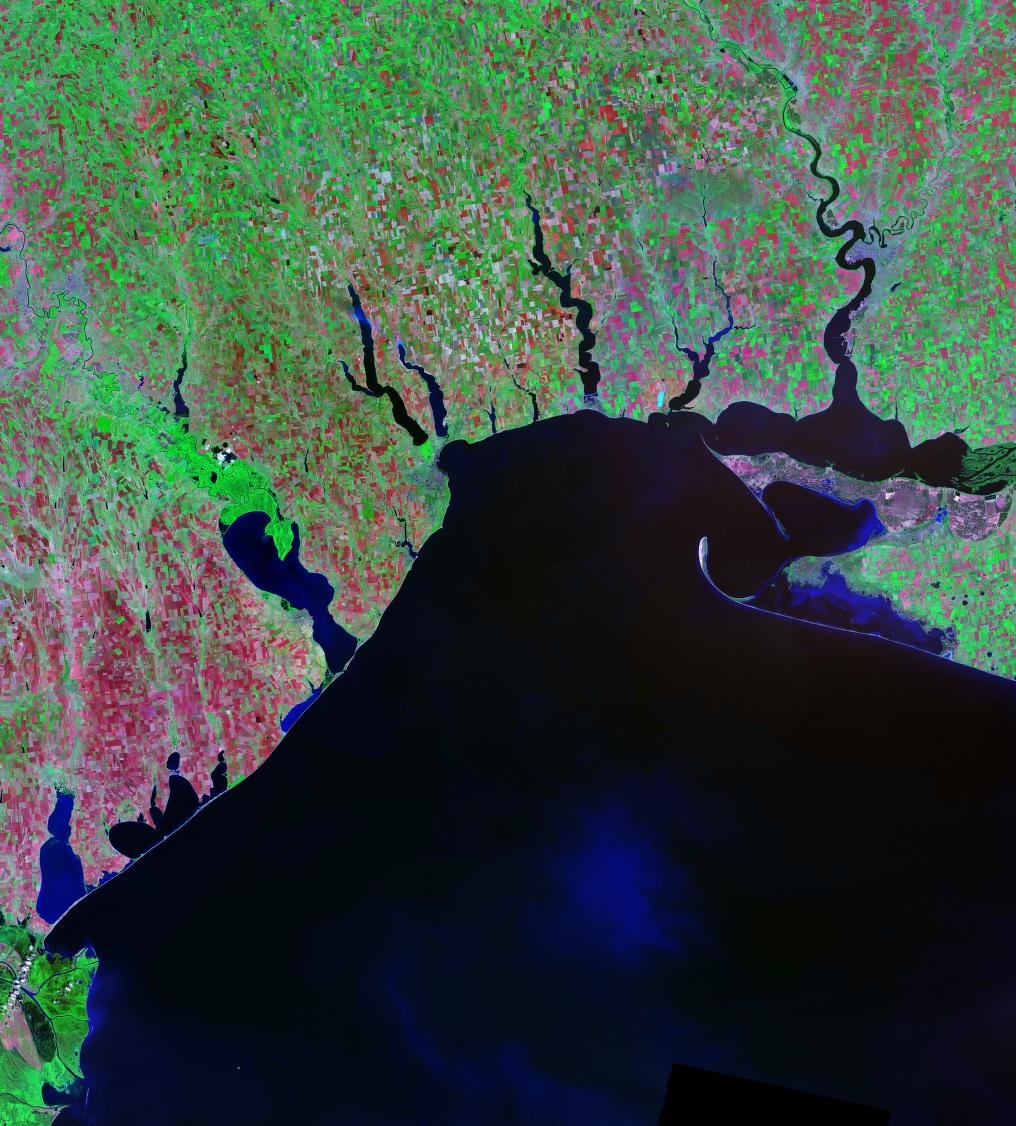
Image satellite en fausses couleurs des limans de la côte Nord-Ouest de la mer Noire (littoral ukrainien).

Un liman (du grec médiéval λιμάνι, limani : « abri côtier », lui-même du grec ancien λειμών, leimon : « milieu humide », parfois limène en ancien français) est une lagune spécifique du bas-Danube et du littoral ouest et nord de la mer Noire, en Bulgarie, Roumanie, Ukraine et Russie, présentant des particularités hydrologiques propres à cette zone, et dans laquelle peuvent éventuellement se verser des fleuves. Les côtes sud et est de la mer Noire, escarpées, ne comportent pas de limans, à l'exception de celui de Paliastomi en Géorgie. Les limans forment l'écorégion d'eaux douces du Dniestr et du bas Danube n° 418, incluant également le delta du Danube.

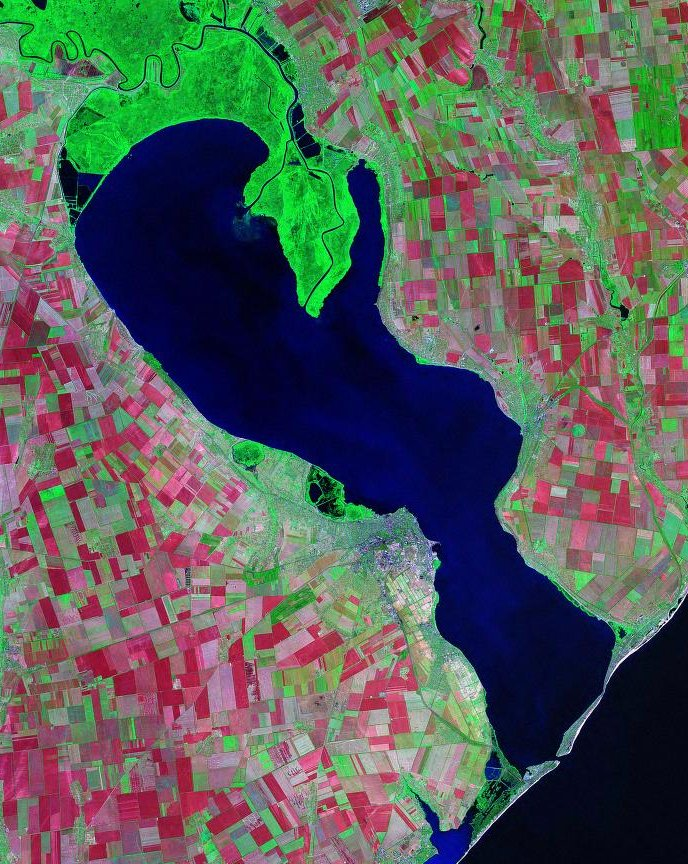
Détail du liman du Dniestr, à la fois lagune, delta et estuaire, débouché d'une ancienne voie commerciale entre la mer Baltique et la mer Noire et site d'un port successivement grec, romain, byzantin, génois, moldave, turc puis russe.

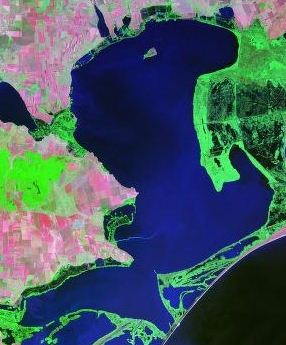
Les limans Razim (Iancina ou Razelm) et Golovița, en Roumanie, dans la réserve de biosphère du delta du Danube, avec au nord l'île Popina.

## Spécificité
Ces lagunes saumâtres, séparées du large par des lidos, se sont formées il y a sept mille ans, lorsque la montée du niveau de la mer Noire, à la suite de la fonte des glaces Würmiennes, a envahi l'aval des vallées des cours d'eau affluents, formant alors des abers. Dans les millénaires suivants, une fois le niveau stabilisé, les courants marins, l'accumulation de sables coquillers et l'alluvionnement fluvial ont créé les cordons littoraux, restés néanmoins en contact avec la mer par des passes (et aussi par-dessus les cordons lors des tempêtes).
Les « limans » servaient de frayères à poisson et de zones de nidification pour les oiseaux. Les espèces présentes dans les limans supportent toutes des variations de salinité et de turbidité importantes. La première connaît des pics estivaux dus à l'évaporation, la seconde des pics de printemps dus au dégel. Les « limans » étaient, avant la pollution par l'agro-industrie, d'importantes sources de poisson pour la population ; il y avait là des pêcheries traditionnelles exploitées par les Lipovènes (des russophones vieux-croyants réfugiés autour de chaque « liman ») qui conservaient le poisson (essentiellement des aloses Alosa maeotica et Alosa pontica, des mulets cabots Mugil cephalus et des esturgeons des familles Acipenser et Huso) dans des glacières en roseaux et bois, alimentées, l'hiver, par la glace de surface des « limans ». 
Abrités des attaques venues de la terre ferme par d'épaisses roselières envasées, ouverts sur la mer par des passes (Στόματα / stomata, guri, portițe, peresipy, boukhty) et le plus souvent navigables pour les mahonnes et les horées de faible tirant d'eau, beaucoup de « limans » ont servi, au cours des temps historiques, d'escales et de comptoirs aux colons grecs antiques, et, au Moyen Âge, aux marchands et navigateurs byzantins, varègues et génois, dans leurs échanges successivement avec les Scythes, les Daces, les Sarmates, les Bulgares, les  Roumains, les Russes, les Coumans ou les Tatars. Bien qu'étant des enjeux stratégiques, les « limans » en eux-mêmes, peu propices aux batailles (si ce n'est quelques escarmouches maritimes) ont été de tout temps des refuges pour les populations avoisinantes et des lieux d'échanges commerciaux et culturels. Par les « limans » transitaient du sud vers le nord les céramiques, l'or, les épices, la soie, les perles, les gemmes, le miel et le vin, et du nord vers le sud les fourrures, le cuir, l'ambre, le poisson fumé et le bois.

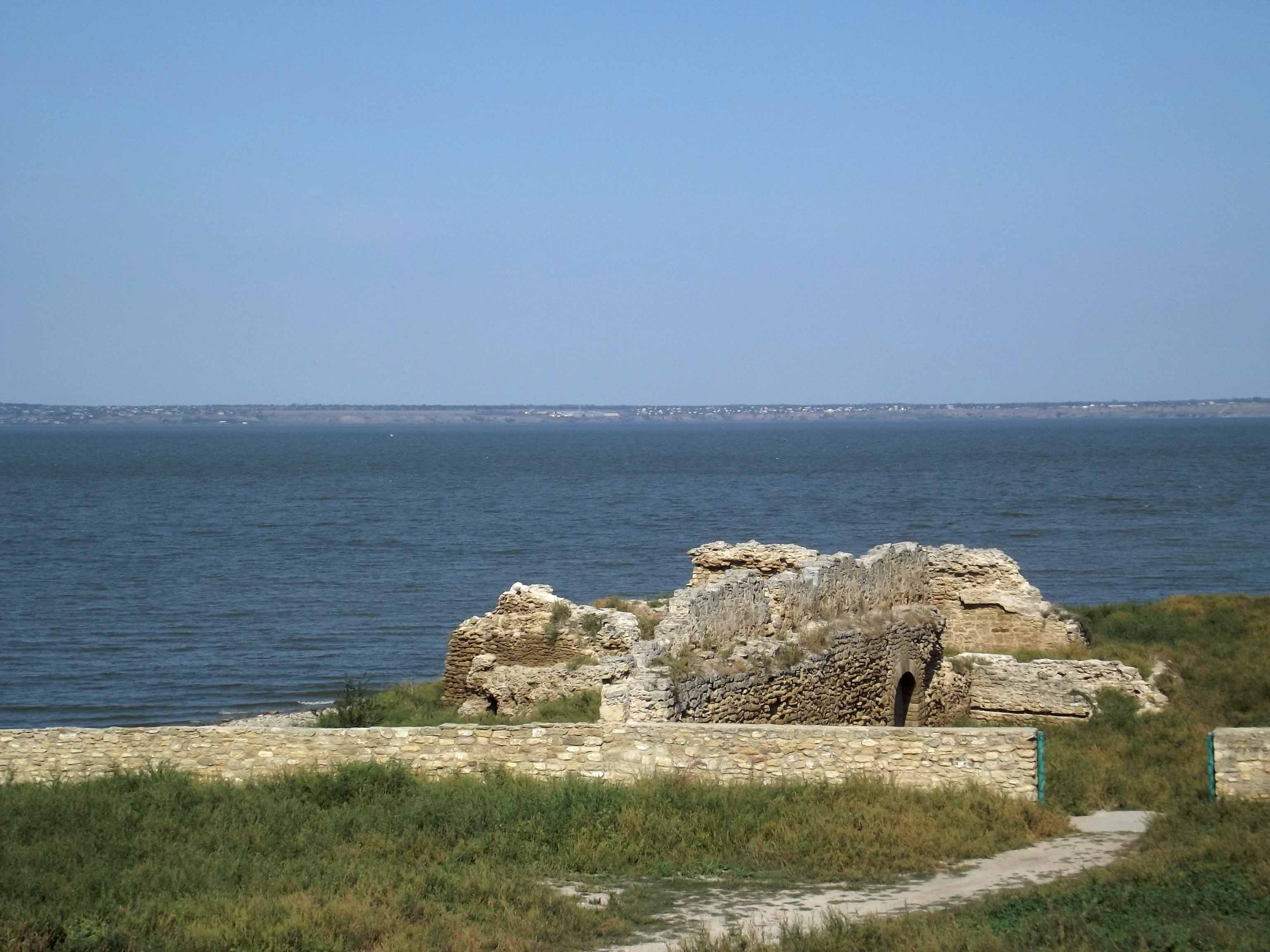
Vestiges des hangars génois sur les rives du liman du Dniestr, dans le Boudjak, en Ukraine.
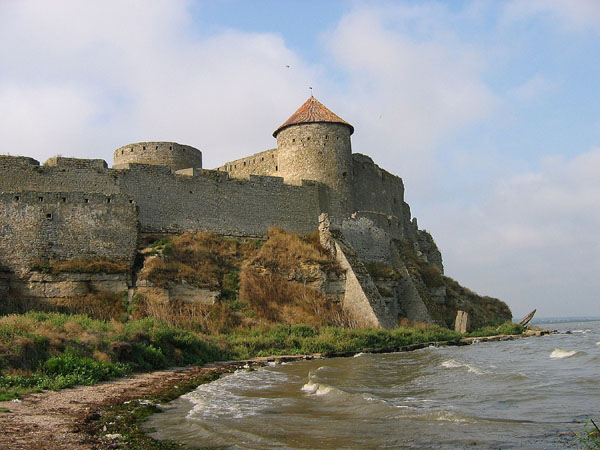
Cetatea Albă : la « forteresse blanche » d’Étienne de Moldavie (XIVe siècle) sur le liman du Dniestr.
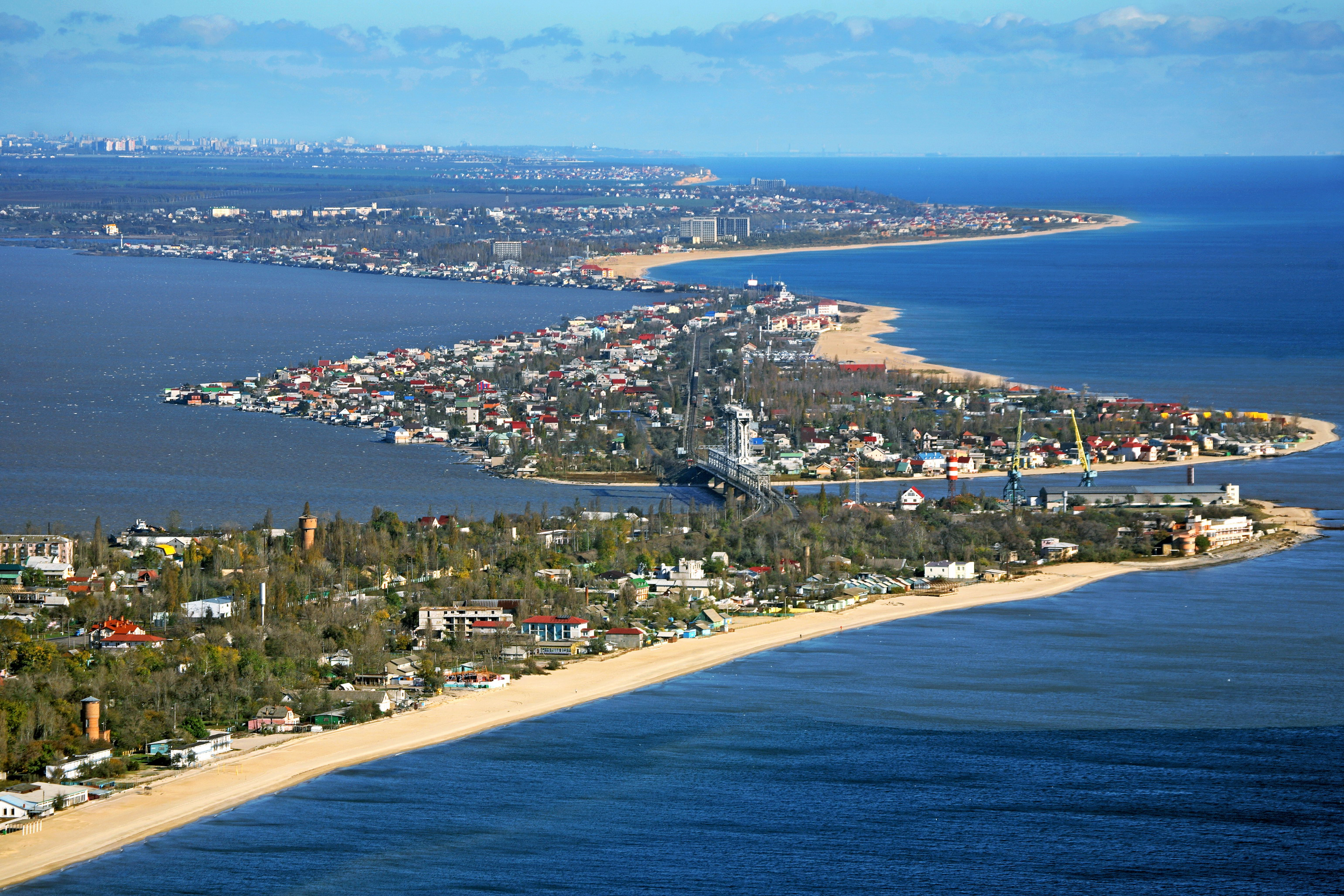
La passe du Dniestr, en Ukraine, relie le liman à la mer.
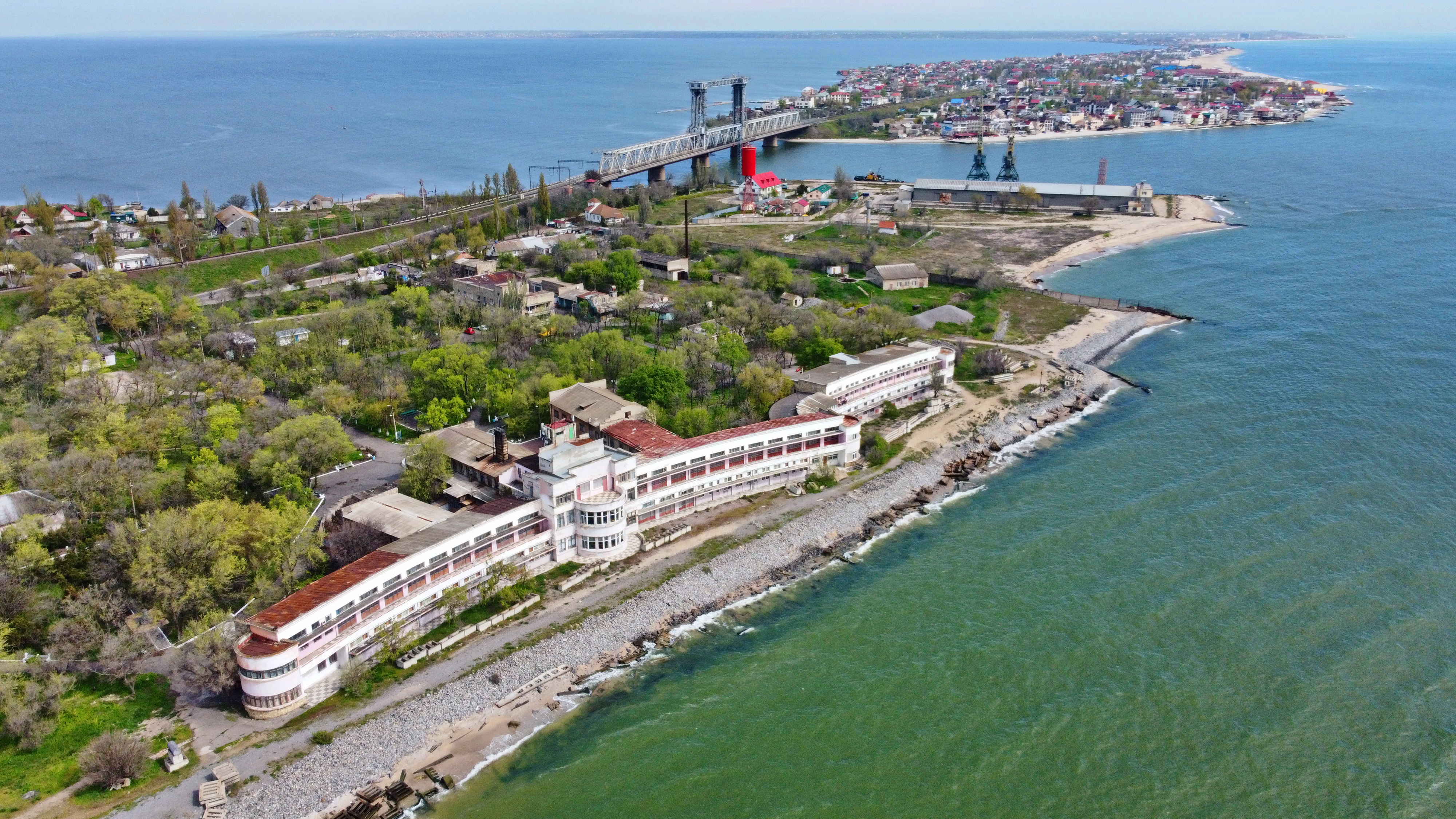
L'ancien sanatorium roumain de la passe du Dniestr : en 1939 une large plage s'étendait devant, en 2019 les vagues montent sur l'esplanade et, lors des tempêtes, pénètrent dans le hall.
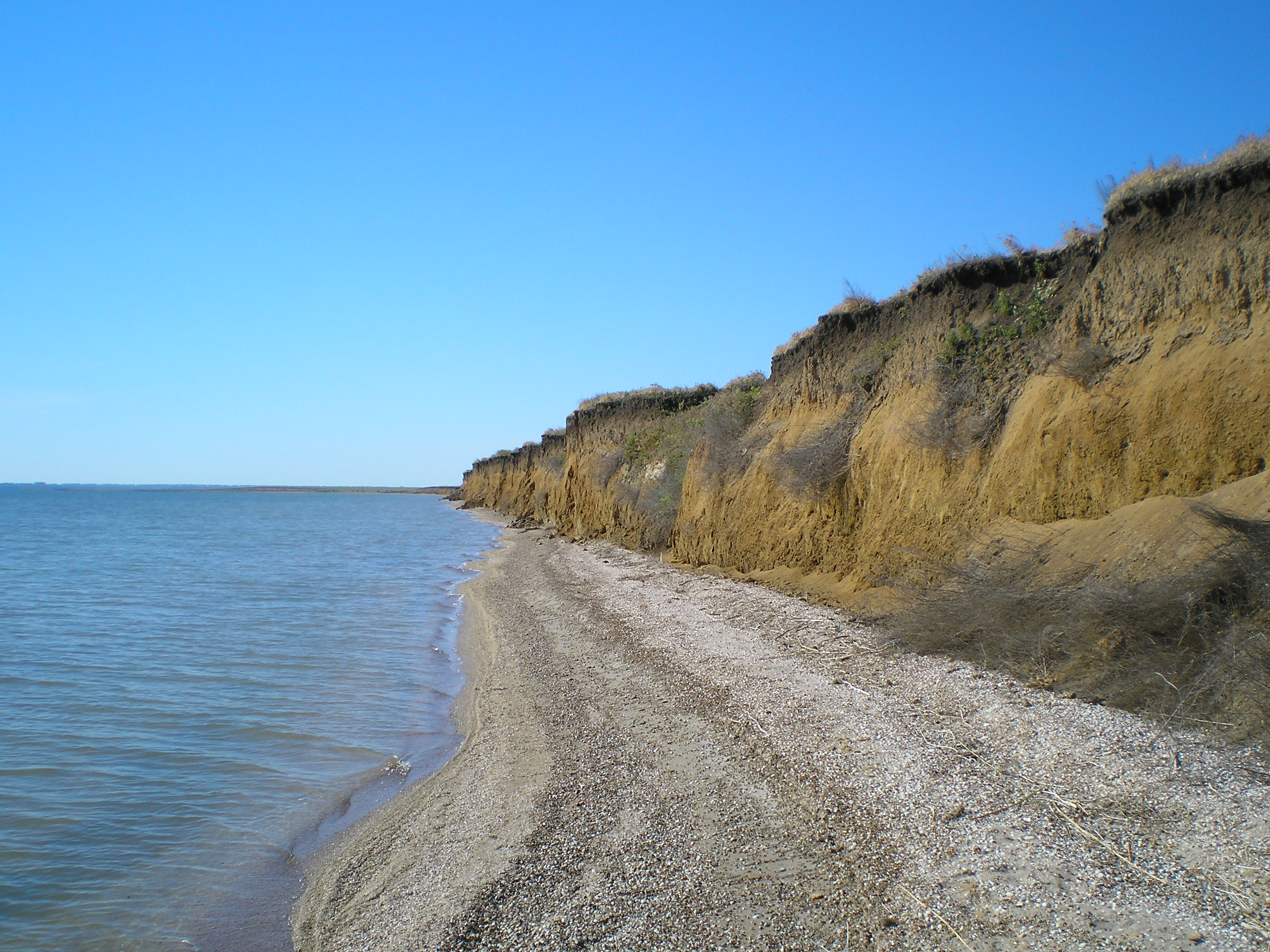
Liman d'Alibei, dans le Boudjak (Bessarabie méridionale).
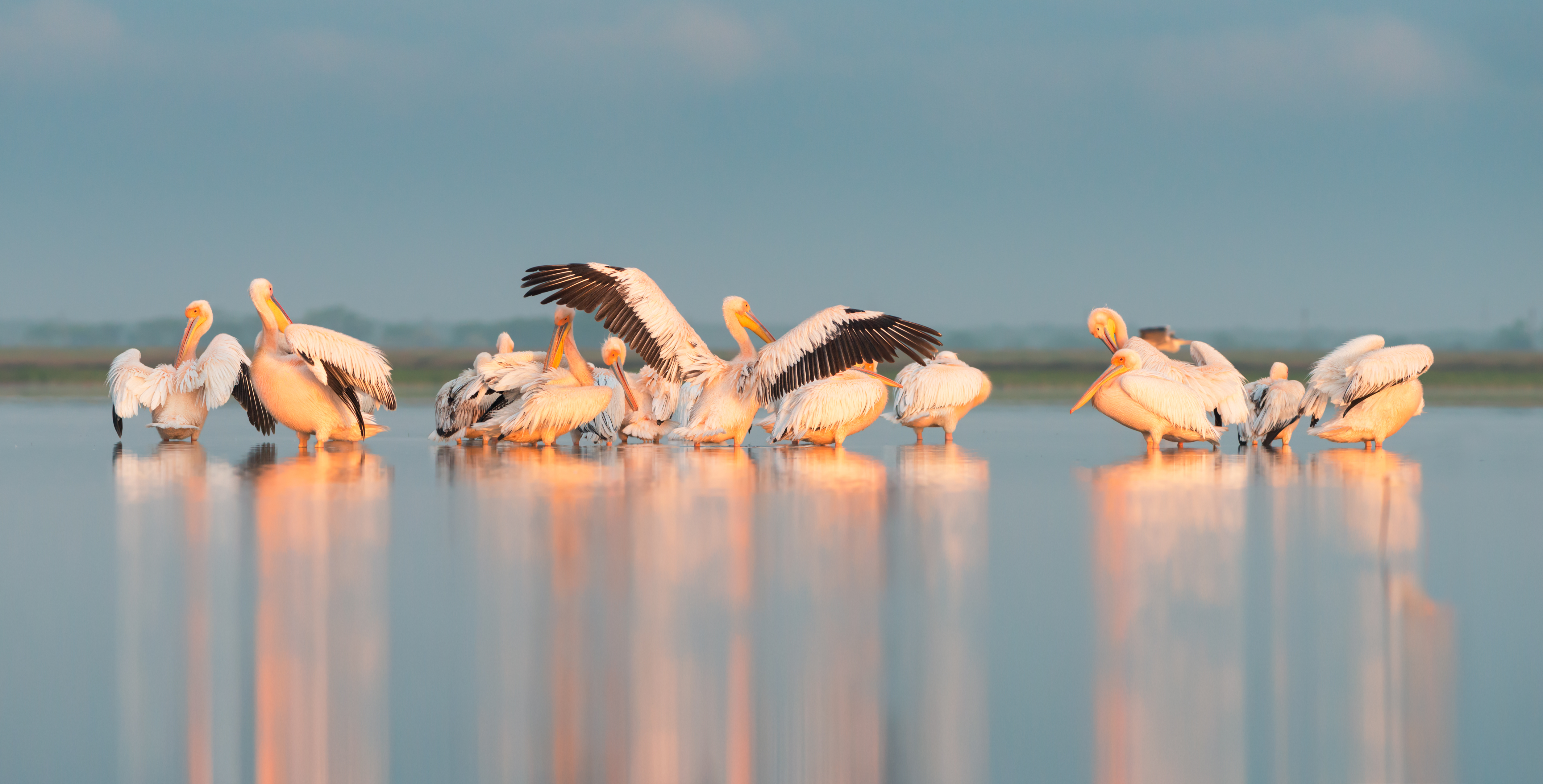
Pélicans frisés du parc naturel de Șagani-Alibei-Tuzla, dans le Boudjak.
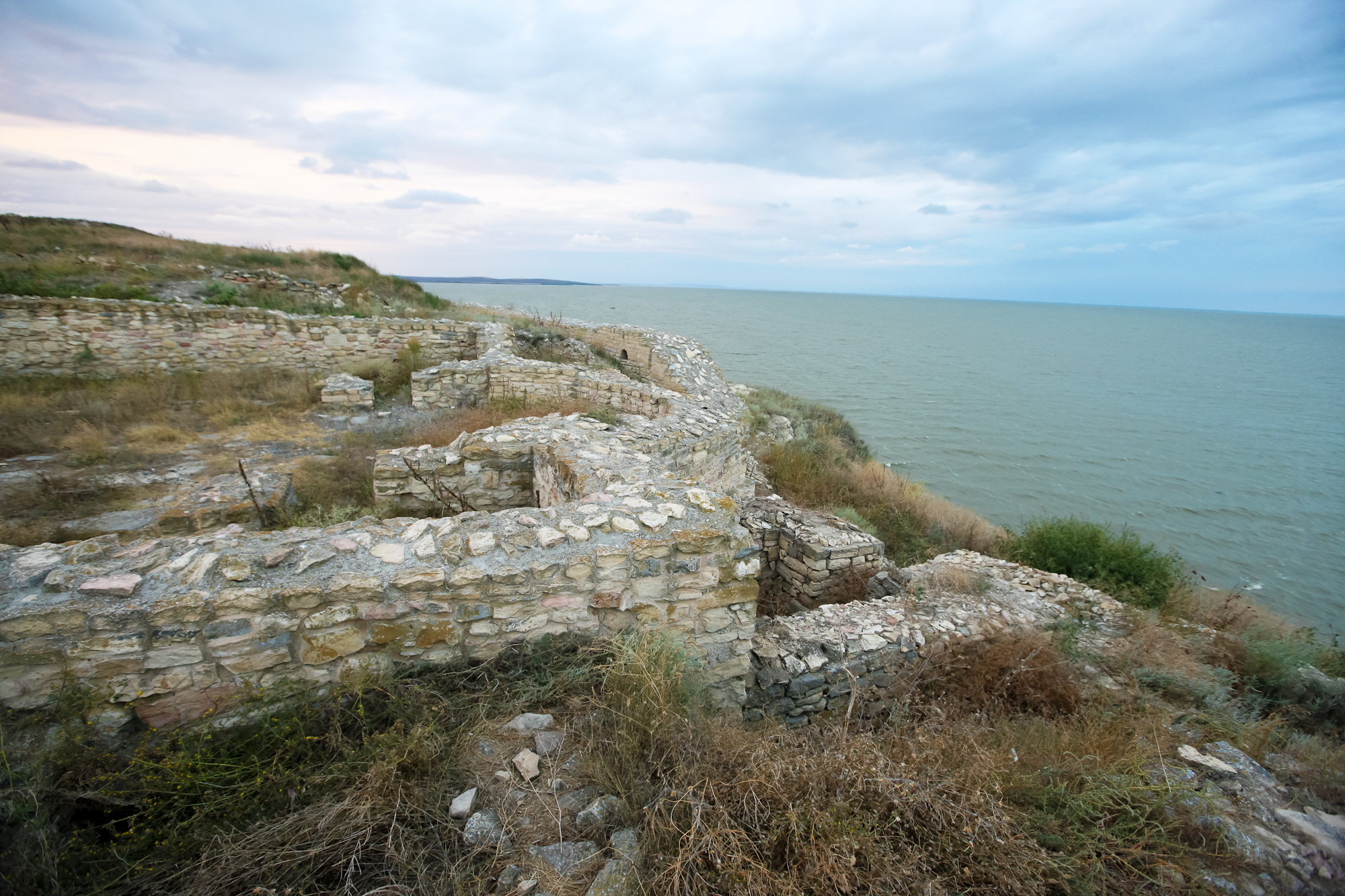
Ruines d'Argamum, sur les rives du liman Iancina, ancien golfe maritime d'Argamos.
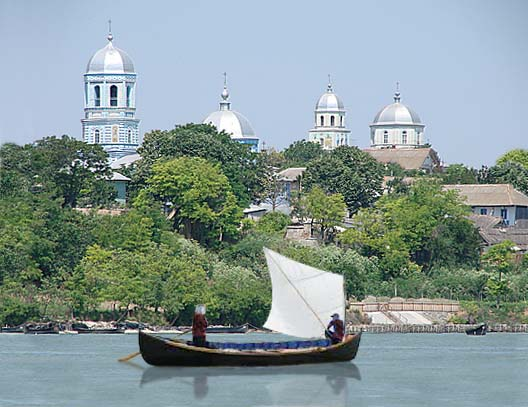
Une lotca sous livarde sur le liman Iancina, devant Sarichioi.
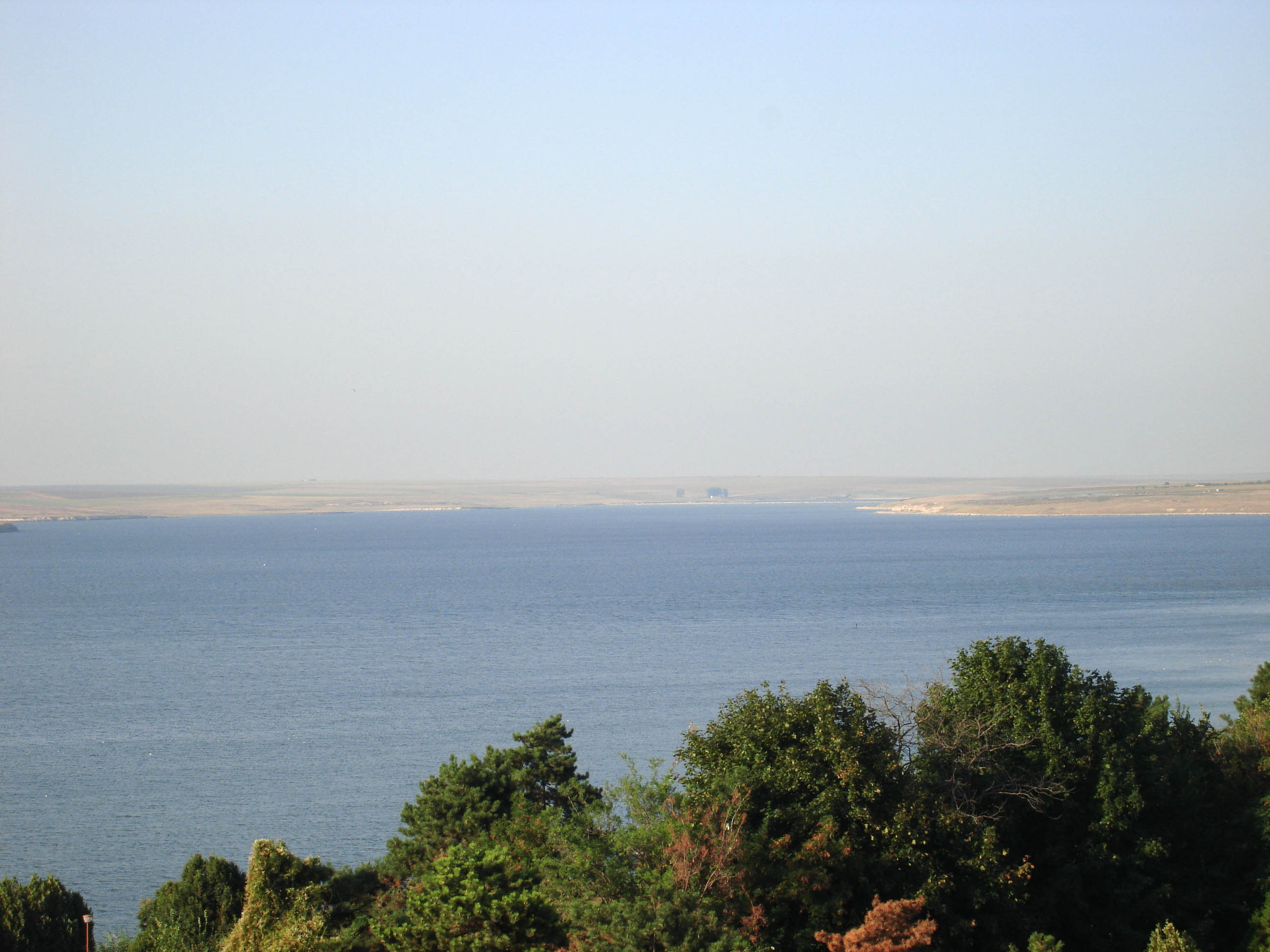
Liman de Tekirgöl en Roumanie, entre Constanza et Mangalia.
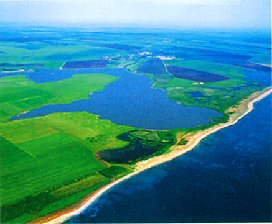
Liman de Bălțata en Bulgarie.

## Toponymie
Les « limans » avaient à l'origine, des noms grecs, valaques et surtout tatars (du sud-ouest vers le nord-est : Mandra, Boğaz et Ἀθανασίου-Athanasiou, Anchialou, Galata, Shabla, Bălțata, Durankulak en Bulgarie, Mangalia, Dulceni, Tekir-Göl, Süt-Göl, Taș-Aul, Sinaï, Zmeïka, Golovița, Χαλμύρης-Halmyris/Iancina/Razelm/Razim/Rasim en Roumanie, Frumoasa/Kahul, Yalpuh, Çugurlu, Katlapuh, Κελλιά / Kilia, Drăculia, Conduc-Sasık, Șagani, Ali-Bey, Tuzla, Codăești, Șabolat, Akboğazi/Dniestr, Fântâna, Hacibey, Kuyalnıç, Tılihul, Kuçurğan, Karakerman, Yahorlık, Donuslav, Kalmıç, Sasık, Kızıl, Kaçık, Uzunlar et Tobeçık en Ukraine, sans compter la mer d'Azov et ses propres « limans »). Au XXe siècle, une grande partie de ces noms a été « nationalisée » dans la langue de chaque pays riverain (bulgarisation, roumanisation, russification, turquisation…).